# Ударање телевизора
„Ударање телевизора: колебање посткултуре“ је збирка есеја српског књижевника и математичара Владимира Тасића, објављена у издању новосадске издавачке куће Адреса 2009. године. Збирка саржи пет есеја и сваки од њих у средиште ставља анализу једне или више књига, које служе као полазна тачка за многобројне шире аргументе и увиде везане за различите аспекте постмодерне савремености уклештене између изазова медија, популарне културе и интелектуалног шарлатанства које иде на руку неолибералним догмама.